# Konstantin (Hohenzollern-Hechingen)

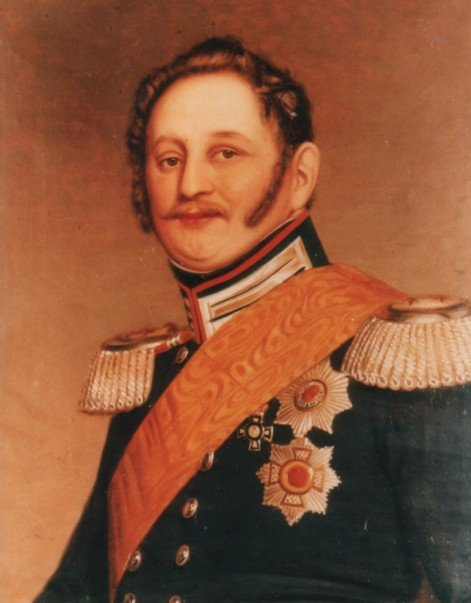
Fürst Konstantin von Hohenzollern-Hechingen um 1840

Friedrich Wilhelm Konstantin Hermann Thassilo von Hohenzollern-Hechingen (* 16. Februar 1801 auf Schloss Sagan; † 3. September 1869 auf Schloss Polnisch Nettkau bei Grünberg) war der letzte (neunte) und dritte souveräne Fürst von Hohenzollern-Hechingen.
Seine volle Titulatur lautete vor seiner Verzichtserklärung am 27. Februar 1850 Wir Friedrich Wilhelm Konstantin, von Gottes Gnaden souverainer Fürst zu Hohenzollern-Hechingen, Burggraf zu Nürnberg, Herzog von Sagan, Graf zu Sigmaringen, Castelnovo und Villalva del alcor, Herr zu Haigerloch und Wehrstein etc. etc. etc.
Danach lautete sie Wir Friedrich Wilhelm Constantin, von Gottes Gnaden Fürst zu Hohenzollern-Hechingen, Burggraf zu Nürnberg, Herzog von Sagan, Graf zu Sigmaringen, Veringen, Castilnovo und Villalva del Alcor, Herr zu Haigerloch und Werstein etc. etc., oder kurz Friedrich Wilhelm Konstantin, Fürst von Hohenzollern-Hechingen, in Schlesien Herzog zu Sagan (Anrede Hoheit).

## Leben
Friedrich Wilhelm Konstantin war das einzige Kind des Fürsten Friedrich von Hohenzollern-Hechingen (1776–1838) aus dessen Ehe mit Prinzessin Pauline Biron von Kurland, Herzogin von Sagan (1782–1845). Er leitete wegen der Kränklichkeit seines Vaters seit 1834 die Regierungsgeschäfte und übernahm 1838 die Regierung.
Im selben Jahr fiel ihm eine reiche Erbschaft zu, die er zur Verschönerung seiner Residenz Hechingen verwendete, sowie um aus der Hofkasse einen Beitrag in die Landeskasse einzahlen zu lassen. Die Erbschaft kam aus dem Nachlass des Fürsten Gavre d'Aysseau, Granden von Spanien, aus dessen Familie, dem niederländischen fürstlichen Geschlecht Gavre d'Aysseau, das zum ältesten Adel des Landes Brabant gezählt wurde, die Großmutter väterlicherseits des Hechinger Fürsten stammte.
Er folgte seiner Muhme (Mutterschwester) Wilhelmine von Sagan am 29. November 1839 im Herzogtum Sagan, noch vor dem Tod seiner Mutter und von Dorothea von Sagan, der weiteren Schwester seiner Mutter, erhielt er am 13. April 1842 in Folge der Belehnung mit dem in Schlesien gelegenen Thronlehen Sagan durch den König von Preußen auch den Titel eines Herzogs von Sagan. Damit war er auch der Chef des unter preußischer Oberhoheit stehenden herzoglichen Hauses Sagan, das aus seinen Verwandten mütterlicherseits bestand.
Allerdings gab es nach dem Tod seiner Mutter vertragliche Einigungen mit seiner Tante Dorothea von Sagan.

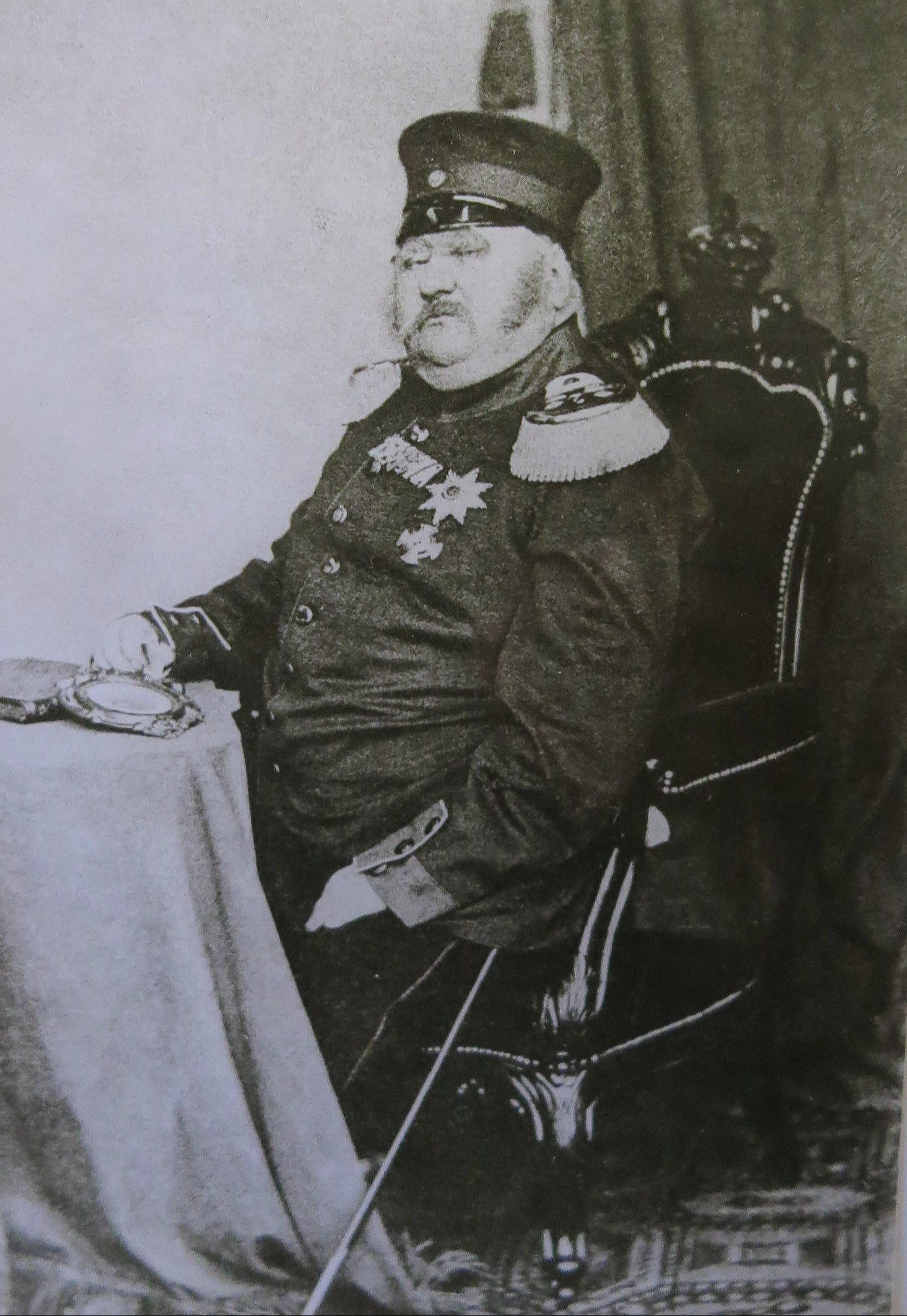
Der Fürst zu Hohenzollern-Hechingen in den 1860er Jahren

Zusammen mit der väterlicherseits verwandten Linie Hohenzollern-Sigmaringen entsagte er infolge der Unruhen von 1848 (siehe auch: Revolution in Sigmaringen) durch Übereinkunft vom 7. Dezember 1849 der Regierung und überließ, proklamiert am 27. Februar 1850, vorbehaltlich der Rechte eines souveränen Fürsten, sein Fürstentum dem Chef des hohenzollerischen Hauses, dem König von Preußen, gegen eine Leibrente von 10.000 Talern. Seitdem lebte er mit den Prärogativen eines nachgeborenen Prinzen des preußischen Königshauses auf Schloss Hohlstein bei Löwenberg in Niederschlesien, wo er besonders die Musik pflegte und eine vortreffliche Kapelle hielt. Von seiner Mutter hatte er Nettkow (Rothenburg) geerbt, vormals im Besitz des alten Adelsgeschlechts von Rothenburg. Der Name von Rothenburg wurde späterhin auch seiner morganatischen Ehefrau und deren Kindern zugewiesen, sie wurden allerdings genealogisch den briefadeligen Häusern zugerechnet.
Als finanzieller Förderer war er maßgeblich beteiligt an der Gründung des Allgemeinen deutschen Musikvereins. Dieser hatte den Zweck, neuere sowie selten gehörte ältere größere Tonwerke zur Aufführung zu bringen und so gewissermaßen für die lebenden Komponisten das zu sein, was die Gemäldeausstellungen für die lebenden Maler sind. Der Verein hielt 1859 anlässlich des 25-jährigen Bestehens der Neuen Zeitschrift für Musik in Leipzig seine erste Hauptversammlung ab.

## Militär
Konstantin wurde am 10. Januar 1850 als Oberst à la suite der preußischen Armee mit Recht zum Tragen der Armeeuniform eingestellt. Am 4. April 1850 avancierte er zum Generalmajor und am 29. April 1852 zum Chef des 7. Landwehr-Regiments. Seine Beförderung zum Generalleutnant erfolgte am 13. Juli 1854, jene zum General der Infanterie am 18. Oktober 1861. Am 22. März 1865 wurde Konstantin Chef des 2. Niederschlesischen Infanterie-Regiments Nr. 47.

## Ehen und Nachkommen
Konstantin ehelichte am 22. Mai 1826 in Eichstätt Eugénie de Beauharnais, Prinzessin von Leuchtenberg (1808–1847), Stiefenkelin des französischen Kaisers Napoleon Bonaparte. Nach deren Tod war er von 1850 bis zur Scheidung 1863 in morganatischer Ehe mit Amalie von Geyern (1832–1897) verbunden, Tochter des Freiherren Karl Friedrich Schenk von Geyern; ihre Großmutter Maria Helene entstammte der Fabrikantenfamilie Hauck. Amalie wurde am Tag der Hochzeit vom preußischen König zur Gräfin von Rothenburg erhoben, wird aber in der genealogischen Literatur unter den briefadeligen Häusern geführt.
Das Amalie dabei verliehene Wappen zeigt im Herzschild das Stammwappen Hohenzollern mit einer roten Burg wie im Wappen von des Fürsten Gutsbesitz, Rothenburg, als Beizeichen. Der Hauptschild weist im 1. und 2. Feld auf das Stammwappen der Schenk von Geyern, das 2. und 3. Feld weist auf die Helmzier der Schenk von Geyern, ist gleichzeitig aber auch ein halber preußischer und ein halber polnischer Adler.

### Grafen von Rothenburg ab 1850

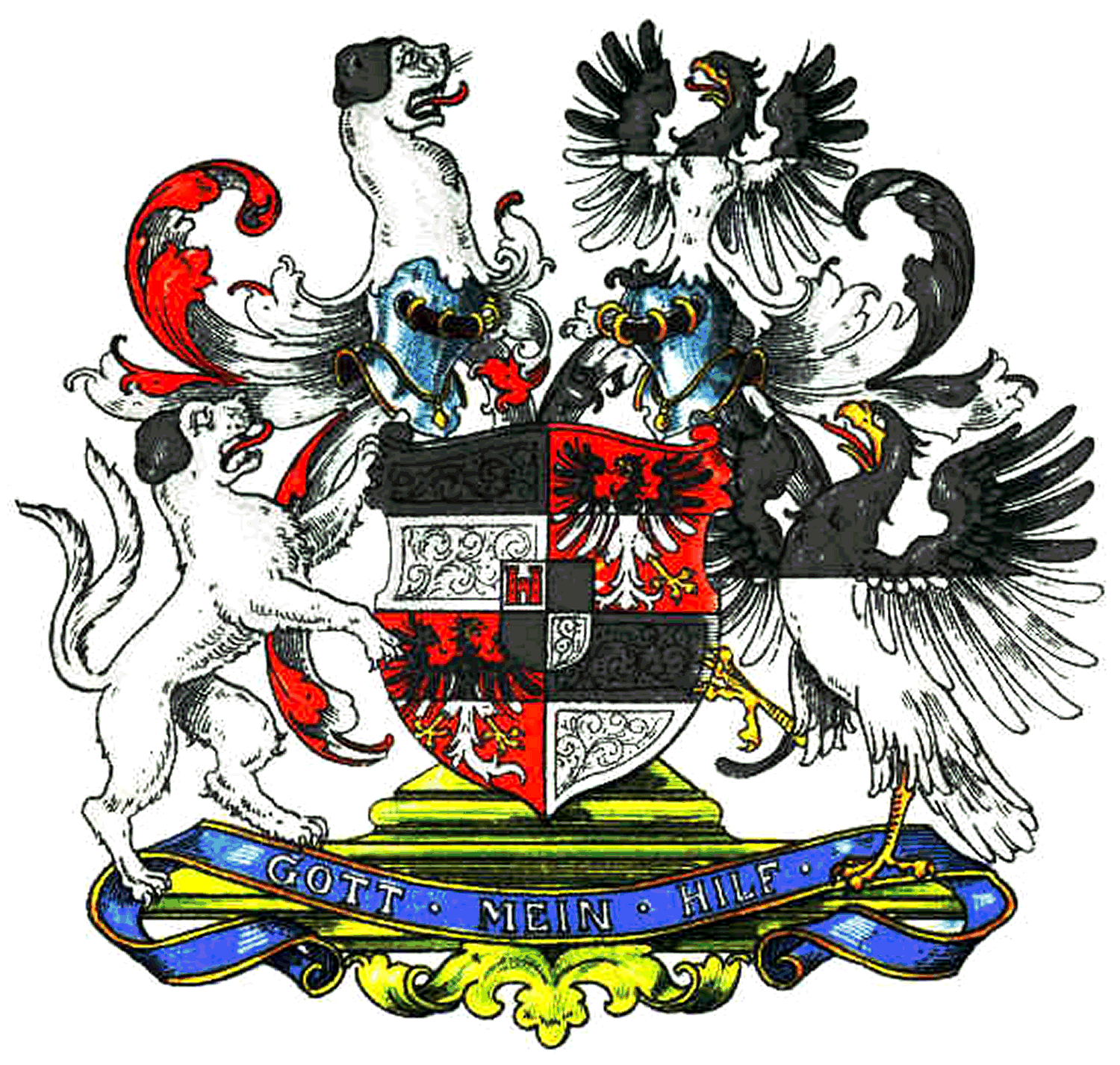
Wappen der Grafen von Rothenburg

Während der zweiten Ehe wurden folgende Kinder geboren:
- Friederike Wilhelmine Elisabeth (1852–1914), Gräfin von Rothenburg

⚭ 23. April 1869 (Scheidung 1878) Arthur von Rosen (1838–1919)
⚭ 14. Juni 1879 Julius von Lübtow (1837–1905)
- Friedrich Wilhelm Karl (1856–1912), Graf von Rothenburg, Fideikommissherr auf Nettkow

⚭ 29. April 1877 (Scheidung 1884) Dorothea Schirmer (1852–1898)
⚭ 14. April 1885 (Scheidung 1892) Elfriede Freiin von Krane (1861–1943)
⚭ 14. Mai 1892 Katharina Billig (1869–1934); mit ihr hatte er vier Kinder, drei Enkelsöhne, darunter Eitel-Friedrich Graf von Rothenburg (1919–vermisst), im Minorat Eigentümer von Nettkow
- Wilhelm Friedrich Louis Gustav (1861–1929), Graf von Rothenburg. Sein Erzeuger war vermutlich der fürstlich Hohenzollern-Hechingen'sche Hofmarschall und vormalige preußische Premierleutnant a. D. Gustav von Meske, von dem auch sein vierter Vorname Gustav rührte.[14] Im Gegensatz zu seinen beiden (Halb-)Geschwistern wird dieser 1861 geborene Graf von Rothenburg nicht im 1869 erschienenen Gotha-Kalender bei der Nachkommenschaft des Fürsten aufgeführt.[15] Nach der Scheidung von Fürst Friedrich Wilhelm Konstantin am 13. Februar 1863, dem Geburtstag ihrer Tochter, heiratete Gräfin von Rothenburg am 13. Juni 1863 den mutmaßlichen Vater ihres anscheinend außerehelich gezeugten Kindes.[16][17][18]

⚭ 6. Mai 1894 Freda Marie Gräfin zu Dohna-Schlodien (1873–1959), Tochter von Adolf zu Dohna-Schlodien. Eine Nachfahre ist Karl-Heinz Graf von Rothenburg.

### Gfrörer von Ehrenberg
Des Weiteren hinterließ Friedrich Wilhelm Konstantin eine mit Sophie Scherer vorehelich gezeugte geborene Tochter:

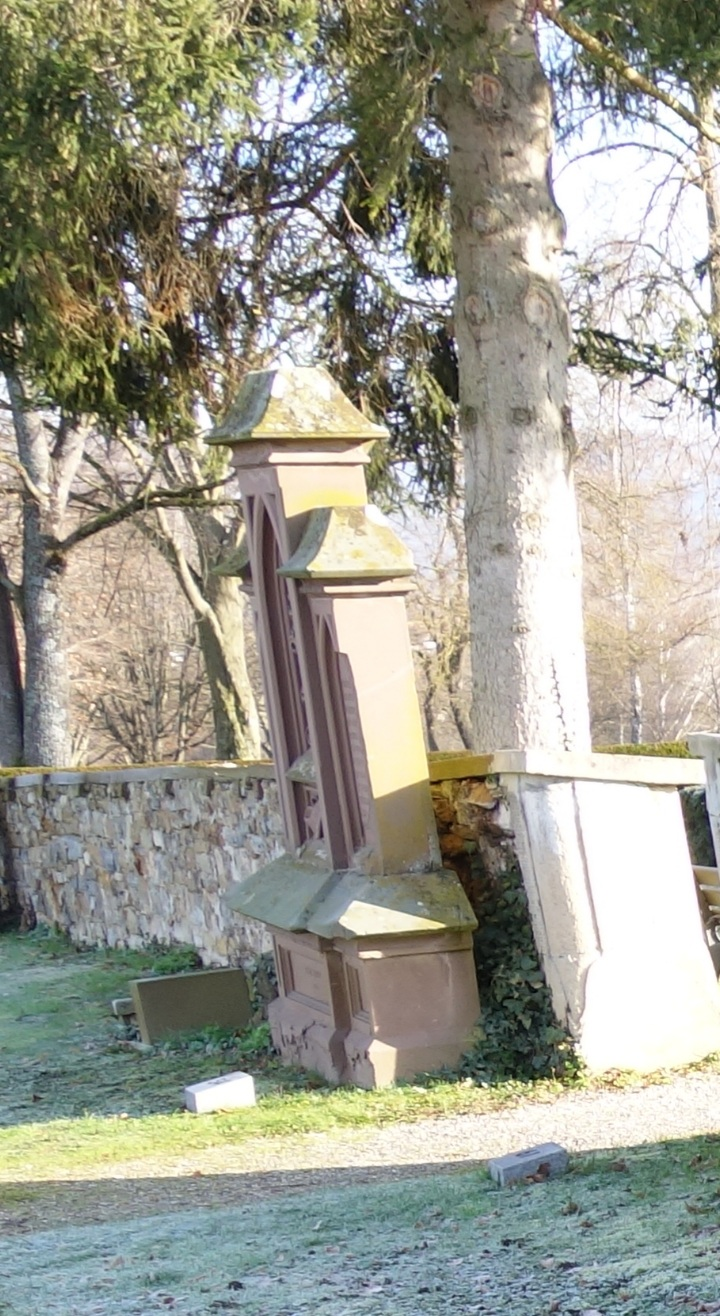
Grabmal der Tochter und des Schwiegersohns Gfrörer von Ehrenberg auf dem Heiligkreuz-Friedhof in Hechingen (2024)

- Ludovika (Luise) Sophia (1824–1884) ⚭ 30. Mai 1842 Rudolf Gfrörer von Ehrenberg (1820–1899), fürstlich hohenzollern-hechinger Hofforstmeister; auf dem wappengeschmückten Sandstein-Grabmal der Eheleute auf dem Hechinger Heiligkreuz-Friedhof  als Freifrau bzw. Freiherr bezeichnet;[19] Eltern des preußischen Geheimen Regierungsrats und Landrats Maximilian Gfrörer von Ehrenberg[20]

Da die Söhne (Grafen von Rothenburg) aus seiner zweiten (morganatischen) Ehe nicht erbberechtigt waren, erlosch mit Konstantins Tod die fürstliche Linie Hohenzollern-Hechingen und wurde von Hohenzollern-Sigmaringen beerbt.

## Auszeichnungen
(unvollständig)
- 1821 Großkreuz des Ordens vom Zähringer Löwen[21]
- 1823 Großkreuz des Hausordens der Treue[22]
- 1830 Großkreuz des Ordens der württembergischen Krone[23]
- 1838 Ritter des Schwarzen Adlerordens
- 1841 Stifter des Hausordens von Hohenzollern
- 1846 Großkreuz des Friedrichs-Ordens[24]

## Abbildungen

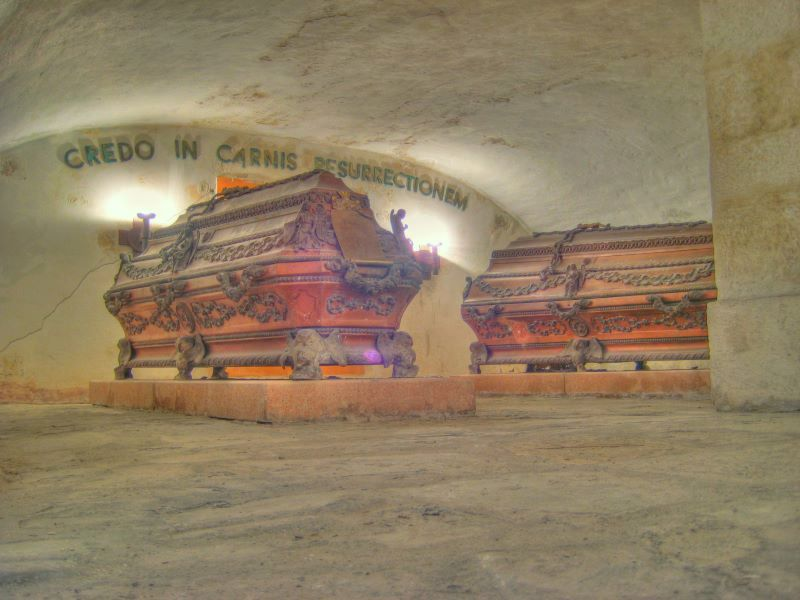
Die Särge von Eugénie und Konstantin in der Stiftskirche in Hechingen
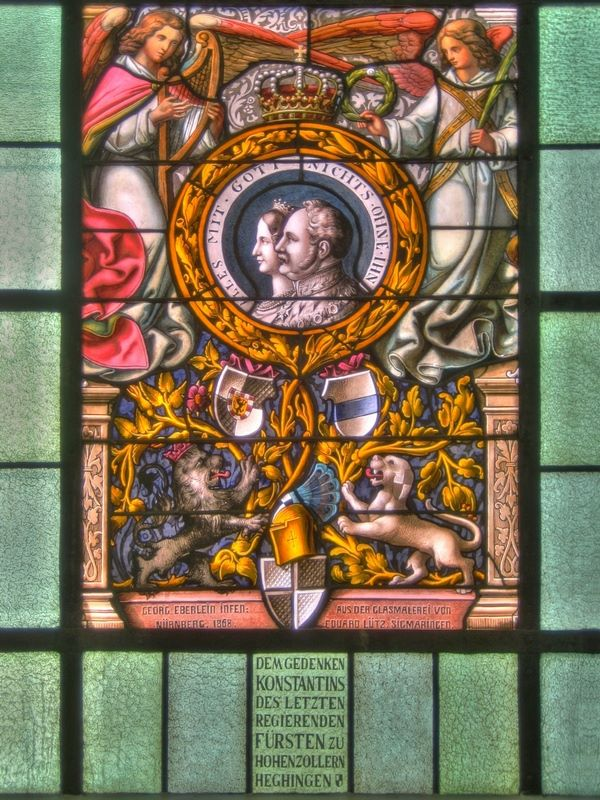
Fenster zum Gedenken an Fürst Konstantin in der Stiftskirche